# Opowiadania kołymskie
Opowiadania kołymskie (ros. Колымские рассказы) – cykl opowiadań i esejów Warłama Szałamowa poświęcony życiu więźniów radzieckich łagrów, pisany w latach 1954–1973 po powrocie autora z Kołymy i odzwierciedlający osobiste doświadczenia Szałamowa, który spędził tam szesnaście lat, w tym czternaście jako więzień (1937–1951). Cykl składa się z sześciu zbiorów: Opowiadania kołymskie, Lewy brzeg, Artysta łopaty, Eseje o świecie przestępczym, Zmartwychwstanie modrzewia i Rękawica, czyli KR-2.

## Cechy gatunku i poruszane problemy
Szałamow, nie akceptując klasycznej tradycji konstruowania opowieści, stworzył nowy gatunek literacki, którego podstawą stały się źródła dokumentalne, łączący w sobie wartość historyczną i artystyczną. Sam Szałamow twierdził, że jego „nauczycielami” nie byli pisarze klasyczni, lecz moderniści, zwłaszcza takie postacie jak Andriej Bieły czy Aleksiej Riemizow.

Opowiadania kołymskie to poszukiwanie nowego wyrazu, a co za tym idzie, nowej treści. Nowa, niezwykła forma zapisu wyjątkowego stanu, wyjątkowych okoliczności, które, jak się okazuje, mogą istnieć i w historii i w duszy człowieka. Dusza ludzka, jej ograniczenia, jej granice moralne rozciągają się w nieskończoność – doświadczenie historyczne nie może tu pomóc.
Tylko ludzie, którzy przeżyli to osobiście, mogą mieć prawo do opisania tego wyjątkowego doświadczenia, tego wyjątkowego stanu moralnego.
Efektem jest nie fikcja, nie przypadkowy wybór czegoś, ten wybór został dokonany w mózgu, jakby wcześniej, automatycznie. Mózg produkuje, nie może nie produkować fraz przygotowanych przez osobiste doświadczenie, gdzieś wcześniej. Nie ma tu żadnego czyszczenia, edycji, wykańczania – wszystko jest napisane od razu na czysto. Rękopisy – jeśli istnieją – są głęboko w mózgu, a świadomość nie przechodzi przez opcje tam zawarte, podobnie jak kolor oczu Katiuszy Masłowej – w moim pojmowaniu sztuki – absolutnie antyartystyczny. Czy w Opowiadaniach kołymskich występują jakieś postacie – jeśli one tam są – o określonym kolorze oczu? Na Kołymie nie było ludzi, którzy mieliby kolor oczu, i nie jest to wybryk mojej pamięci, lecz istota życia w tamtym czasie.
Opowiadania kołymskie to zapis wyjątkowości w stanie wyjątkowości. Nie proza dokumentalna, lecz proza przeżywana jako dokument, bez zniekształceń charakterystycznych dla Wspomnień z domu umarłych. Autentyczność zapisu, esej doprowadzony do najwyższego stopnia artyzmu – tak właśnie rozumiem swoją pracę. W Opowiadaniach kołymskich nie ma nic z realizmu, romantyzmu czy modernizmu. Opowiadania kołymskie wykraczają poza sztukę, a mimo to posiadają jednocześnie moc artystyczną i dokumentalną

Szałamow sformułował problematykę swojej pracy następująco:

Opowiadania kołymskie są próbą poruszenia i rozwiązania niektórych istotnych problemów moralnych epoki, problemów, których po prostu nie da się rozstrzygnąć, wykorzystując inny materiał. Zagadnienie spotkania człowieka ze światem, walki człowieka z machiną państwową, prawda tej walki, walki o siebie, w sobie i poza sobą. Czy można aktywnie wpływać na swój los, który jest miażdżony zębami machiny państwowej, zębami zła? Iluzoryczna natura i ciężar nadziei. Możliwość polegania na siłach innych niż nadzieja

Opowiadania mają charakter autobiograficzny, przy czym autor nadał swemu głównemu bohaterowi nazwisko Andriejew – na cześć swojego alter ego, eserowca A. G. Andriejewa, którego poznał w 1937 roku podczas przesłuchania w więzieniu butyrskim i którego pochwały uważał za najważniejsze w swoim życiu (opowiadanie Najlepsza pochwała), a także pod własnym nazwiskiem występuje w kilku opowiadaniach:

Proste, bardzo powszechne nazwisko Andriejew symbolizuje typowość pozycji więźnia Szałamowa i jednocześnie ma subtelny związek skojarzeniowy z nazwiskiem A. G. Andriejewa, eserowskiego więźnia, którego Szałamow poznał w więzieniu butyrskim w 1937 roku. Ta postać wydała się Szałamowowi niezwykle atrakcyjna. Nazywając go „sekretarzem generalnym” związku więźniów politycznych, pisarz albo wykorzystywał nie do końca zrozumiałą autorekomendację Andriejewa, albo też, mając dla niego ogromny szacunek i uważając się za jego duchowego następcę, świadomie starał się podnieść jego wizerunek. Andriejew to nazwisko, które w Spisku prawników  towarzyszy „ja” autora, w opowiadaniu Kwarantanna tyfusowa przechodzi całkowicie w trzecią osobę – „on”, zachowując [jednak] autobiograficzną genezę i podkreślając autentyczność wydarzeń i uczuć przeżywanych przez Szałamowa.

## Okoliczności publikacji

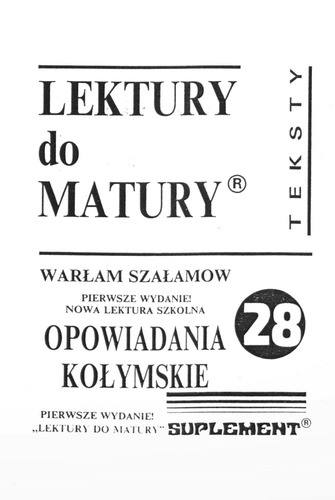
Opowiadania kołymskie – wydanie polskie z 1991

Cztery z Opowiadań kołymskich po raz pierwszy opublikowano w języku rosyjskim w nowojorskim czasopiśmie „Nowyj żurnał” w 1966 roku.
Później 26 opowiadań Szałamowa, pochodzących głównie ze zbioru Opowiadania kołymskie, opublikowano w 1967 roku w Kolonii w języku niemieckim pod tytułem Opowieści więźnia Szalanowa (sic). Dwa lata później we Francji ukazało się tłumaczenie pod tytułem z wydania niemieckiego. W późniejszym okresie liczba wydań Opowiadań kołymskich z poprawionym nazwiskiem autora wzrosła. W 1970 roku zostały opublikowane w radykalnym antyradzieckim czasopiśmie emigracyjnym „Posiew”. To właśnie doprowadziło do umieszczenia Szałamowa na czarnej liście zakazanych autorów.
Szałamow odrzucił strategię radzieckiego ruchu dysydenckiego, która jego zdaniem miała na celu wspieranie zachodnich służb wywiadowczych, nazywając sytuację, w której się znalazł, „sportową loterią, w której wygrywają wszyscy amerykańscy wywiadowcy”. Nie zabiegał o publikację za granicą; jego głównym celem było zawsze wydanie dzieł w ojczyźnie. Dla Szałamowa publikacja Opowiadań kołymskich wbrew jego woli na Zachodzie, pozbawiająca go możliwości publikowania w kraju, była trudna do zaakceptowania. Tak wspominała to jego przyjaciółka I.P. Sirotinskaja:

Książka Moskiewskie chmury nigdy nie została dopuszczona do publikacji. Warłam Tichonowicz zasięgał rady u B. Polewoja i N. Złotnikowa w [czasopiśmie] „Junost’”, u N. Marmiersztejna w „Litieraturnoj gazietie” oraz u W. Fogelsona w „Sowieckim Pisatielu”. Wracał wyczerpany, wściekły i zdesperowany. „Jestem na liście. „Muszę napisać list”. Powiedziałam: „Nie ma potrzeby. To jest utrata twarzy. Nie ma potrzeby. Czuję całą duszą – nie ma takiej potrzeby”.
– Jesteś Czerwonym Kapturkiem, nie znasz świata wilków. Ratuję moją książkę. Ci dranie na Zachodzie opowiadają moje historie w programach telewizyjnych. Nie dałem swoich opowiadań żadnym „Posiewom” ani „Gołosom”.
Był niemal histeryczny i biegał po pokoju. Skrytykował również „postępową publiczność”:
– Niech sami wskoczą do tej dziury i dopiero potem będą pisać petycje. Tak, tak! Sam skacz, nie każ skakać innym

W rezultacie w 1972 roku Szałamow zmuszony był do napisania listu protestacyjnego, co wielu odebrało jako oznakę słabości autora i wyrzeczenia się Opowiadań kołymskich. Tymczasem dane archiwalne, wspomnienia krewnych, korespondencja i współczesne badania pozwalają sądzić, że Szałamow był konsekwentny i absolutnie szczery w swoim apelu do redaktorów „Litieraturnoj gaziety”.
Pełny zbiór opowiadań został po raz pierwszy opublikowany w Londynie w 1978 roku.
Za życia Szałamowa nie opublikowano w ZSRR ani jednej jego pracy o Gułagu. W 1988 roku, w szczytowym okresie pieriestrojki, Opowiadania kołymskie zaczęły ukazywać się w czasopismach, a ich pierwsze samodzielne wydanie ukazało się dopiero w 1989 roku, 7 lat po śmierci autora.